# Кривични поступак у Краљевини Југославији
Пре стварања заједничке државе Краљевине Југославије, свака од земаља чланица је имала своје посебно кривичнопроцесно законодавство.  Највише утицаја на формирање кривичног права имала су аустријска законодавна решења у својој старијој и модернијој верзији. Коначан облик, кривични поступак је добио стварањем Закона о кривичном поступку 1929.године. Истовремено са доношењем ЗКП из 1929.године извршена је реорганизација судова и уведена је институција јавног тужиоца у оним југословенским земљама где није постојала.Законик је разликовао субјекте који започињу поступак гоњења кривичног дела и спречавао тужиоца да изрази слободну вољу приликом истог. Захтевао је материјалну истину која се изводила на основу самосталне процене доказа од стране судија. У целини гледано, ЗКП из 1929.године био је модеран и на нивоу тада најбољих европских закона о кривичном поступку. 

## Кривичнопроцесно законодавство у новонасталој  држави
У југословенским земљама до 1. децембра 1918. године поступак су уређивале различите групе закона: 
1. према аустријском Законику о кривичнопроцесном реду из 1853. године био је написан ЗКП у Србији из 1865. и у Црној Гори из 1910;
2. аустријски Законик о кривичнопроцесном  реду из 1873. године био је на снази у Словенији и Далмацији и по њему је сачињен ЗКП за Хрватску и Славонију из 1875. и за Босну и Херцеговину из 1891. године и
3. угарски ЗКП из 1896. године важио је у Војводини.

Утицај других правних решења се разликовао у зависности о којој држави је реч. У Србији и Црној Гори су се користила превазиђена правила из аустријског права, док  су  се у деловима који су били под хабзбуршком влашћу  користили савременији прописи. Угледање на аустријско законодавство у свим земљама које су се ујединиле у заједничку државу био је разлог што је као основа за јединствени југословенски законик о кривичном поступку био узет ЗКП за Хрватску и Славонију из 1875,  који је био превод веома успешног аустријског (хабзбуршког) ЗКП из 1873. године.

## Закон о кривичном поступку из 1929. године
Закон о судском поступку у кривичним стварима је донет у фебруару 1929. године и није ступио у исто време на снагу у целој земљи.

### Начела поступка
Законик је настао базиран на одређеним начелима који су и данас у употреби приликом решавања неког кривичног спора:
1. начело официјелности,
2. оптужно или акузаторко начело,
3. начело законитости (начело легалитета),
4. начело тражења материјалне истине и начело слободне оцене доказа,
5. начело јавности,
6. начело усмености и
7. начело непосредности.[1]

Начело официјелности је способност коју поседује држава приликом покретања неког случаја. Држава одређује ко ће и када започети гоњење кривичног дела, како ће се водити и окончати кривични поступак. Када је реч о субјектима који започињу гоњење, дошло је до поделе на две врсте кривичних дела:
1. кривична дела која гони државни тужилац, називају се делима која се гоне „по службеној дужности“, и
2. кривична дела која је овлашћено да гони само приватно заинтересовано лице, називају се приватним кривичним делима или делима која се гоне по приватној тужби.

Оптужно (акузаторско) начело представља могућност да се кривични поступак покрене искључиво на захтев тужиоца, било државног било приватног тужиоца. Тада настаје кривични спорни предмет између тужиоца и учиниоца кривичног дела, који расправља трећа неутрална страна тј. кривични суд.
Начело законитости је уведено да би се спречила самовоља државног тужиоца приликом гоњења током кривичног поступка који се одвија по службеној дужности. На основу тог начела државни тужилац је морао „у сваком случају, када је кривично дело учињено, да покрене кривично поступање“.
Начело тражења материјалне истине захтева од суда да пронађе материјалну и стварну истину која није фомална и привидна. Када је реч о формалној истини, она се односи на признање оптуженог које се класификује као истинито, без било какве провере путем других доказа. То признање се не може окарактерисати као истинитојер оптужени може лажно признати лакше кривично дело а прикривати неко теже учињено кривично дело. Приликом тражења материјалне истине, суд у кривичном поступку није био ограничен роковима за подношење доказа нити је био везан предлозима странака.
Постоји одредба 3 која говори о начелу материјалне истине: „ све власти које раде или делују у кривичном поступку дужне су да подједнаком брижљивошћу узимају у обзир како околности које окривљеника терете, тако и околности које му служе за одбрану, и да га поучавају и његовим правима и онде, где то није нарочито речено“.
Начело слободне оцене доказа је значило да судија слободно просуђује доказе по својој савести и знању, предуслов је да би се дошло до материјалне истине у кривичном поступку. Судија је био дужан да у образложењу коначне пресуде изложи оне чињенице које су му помогле приликом доношења и све разлоге због којих их узима као доказане или недоказане.
Начело јавности је представљало страначку и општу јавност. Право које су странке имале да присуствују свим процесним радњама које се изводе у кривичном поступку јесте страначка јавност.Општа јавност је право сваког пунолетног лица да присуствује главној расправи и објављивању пресуде након окончаног спора, зависно од просторних могућности суднице.
Југословенски кривични поступак прихватио је начело јавности након што је реформисан 1929. године из више разлога. Поверење у непристраснот судова и њихова правичност је могла најбоље да се процени захваљујући јавности суђења. Јавност суђења функционише тако  што омогућава грађанима надзор над радом и проверу истог правосудних органа, а правосудним органима дозвољава васпитно и превентивно деловање на грађане. Присутна јавност има део и приликом одређивања интереса окривљеног као и то да процесни субјекти поступају савесно, а да сведоци говоре истину.
Чињеница да је поступак јаван са собом повлачи и негативне последице. Јавност некада може да буде претерано заинтересована за случај, било због дела или личности која га је учинила, где спор постаје представа за публику и на главном претресу и након њега у новинским црним хроникама. Из тог разлога је ЗКП из 1929. прописао да се јавност искључи из обзира морала, јавног поретка и безбедности државе.
Начело усмености је значило да је суд смео донети пресуду само на основу грађе која је изнета и која је детаљно истражена на главном престресу.
Начело непосредности захтева од судија да мора бити лично присутан на главном претресу, да се у току главног претреса морају извести сви важни докази и да се пресуда треба донети и објавити одмах по окончању главног претреса, то јест док су судије још под непосредним утиском расправе, нарочито доказивања на главном претресу.
Пошто само формална одбрана стоји у непосредној вези са предметом овог разматрања а базирана је на начелима акузаторности и материјалне истине, док остала процесна начела – легалитета, официјелности, јавности, непосредности и усмености  – нису у ужој и непосредној вези са овом одбраном, довољно је базирати се на прва два.

### Ток поступка
Припремни поступак се садржао из два дела:
1. припремни поступак и
2. главни претрес

Припремни поступак су чинили извиђај и истрага. Извиђај је постојао како би се утврдило да ли је кривично дело заиста извршено и ко је учинилац тог дела. Истрага се отварала против лица за ког се сматра да је прекришио право и извршио кривично дело и тада добија статус окривљеног. На крају истраге се итврђивало да ли се поступак наставља или ће против окривљеног бити поднета оптужница. Када се подигне оптужница окривљени постаје оптужен за кривично дело.
Пре главног претреса је било потребно обавити припреме како би он био одржан. У окрвиру главног претреса су се изводили докази и утврђивале све чињенице  које су основ за пресуду.  Расправа током претреса је била јавна, усмена и непосредна.  Након завршеног главног претреса првостепени суд је доносио одлуку у нејавном заседању. Пресуда се објављивала у присуству странака и публике.
Како би постојао поступак пред вишим судовима морали су да постоје правни лекови који су се улагали на пресуду. Разликују се редовни и ванредни правни лекови.
Редовни правни лекови су били жалба, призив и ревизија. Жалба је могла да се уложи против решења и наредаба. Призив и ревизија су се улагали против пресуда окружног суда. О призиву је одлучивао апелациони суд. Ревизија се изјављивала Касационом суду због повреде формалног или материјалног закона.
Ванредни правни лекови су обухватали понављање кривичног поступка и захтев за заштиту законитости. Понављање поступка је био вандредан правни лек који је имао циљ да се пресуда суда одреди као неправилна и неправедна јер су се појавиле нове чињенице које до тада нису постојале.